# مروان فخر
مروان فخر (مواليد 11 فبراير 1989) لاعب كرة قدم مغربي يلعب كحارس مرمى يلعب في الرجاء الرياضي قادما من مولودية وجدة.
لعب سابقاً في أندية وداد تمارة وجمعية سلا وشباب أطلس خنيفرة وأولمبيك خريبكة و وقع مع نادي أبها في صيف 2018 و وقع مع نادي الأنصار في صيف 2019 و بعدها مع مولودية وجدة.